# Chester Morris
Chester Morris (ur. 16 lutego 1901, zm. 11 września 1970) – amerykański aktor filmowy i telewizyjny.

## Filmografia
seriale
- 1946: Lights Out (serial telewizyjny 1946)
- 1958: Naked City (serial telewizyjny) jako Frank Manfred
- 1961: Alcoa Premiere jako Andrew Hines
- 1967: Coronet Blue

film
- 1917: Amateur Orphan, An jako Dick
- 1929: Alibi jako Chick Williams
- 1930: Rozwódka jako Ted Martin
- 1930: Szary dom jako Morgan
- 1933: Król na noc jako Bud Williams
- 1943: Tornado (film 1943) jako Pete Ramsey
- 1956: She-Creature, The jako doktor Carlo Lombardi
- 1970: Wielka nadzieja białych jako Pop Weaver

## Nagrody i nominacje
Za rolę Chicka Williamsa w filmie Alibi został nominowany do Oscara.